# اوبرت ۹۲۵۳
سیارک ۹۲۵۳ (به انگلیسی: 9253 Oberth، نامگذاری:1171T-1) نه هزار و دویست و پنجاه و سومین سیارک کشف شده‌است که در ۲۵ مارس ۱۹۷۱ کشف شد.
قدر مطلق سیارک برابر ۱۴٫۸۰ است.